# John Ambrose Fleming
John Ambrose Fleming (Lancaster, 29 de noviembre de 1849-Sidmouth, 18 de abril de 1945) fue un físico  e ingeniero eléctrico británico, considerado como uno de los «padres de la electrónica».

## Semblanza
Fleming estudió en el University College School y más tarde en el University College London. Posteriormente él mismo fue profesor de importantes instituciones, entre otras la Universidad de Cambridge.
El 16 de noviembre de 1904 registró la patente de su invento, el diodo o válvula termoiónica usando el efecto Edison que este había descubierto en 1883. Posteriormente en 1905, un año después, patentó la "Válvula Fleming" que servía de diodo rectificador, antecediendo al triodo y otras estructuras. Este invento es considerado el inicio de la electrónica.
Fue galardonado en 1910 con la medalla Hughes, concedida por la Royal Society «por sus investigaciones en electricidad y mediciones eléctricas».
Como reconocimiento la Royal Society of Arts de Londres premió a Fleming en el año 1921 con la Gold Albert Medal y en 1929 recibió el título de sir.